# Anatoli Beriozovói
Anatoli Nikoláyevich Beriozovói (en ruso: Анато́лий Никола́евич Березово́й; Enem, Óblast Autónomo Adigués, 11 de abril de 1942-Moscú, 20 de septiembre de 2014) fue un cosmonauta soviético.
Oficial de la Fuerza Aérea Soviética, fue seleccionado para el programa especial de entrenamiento como cosmonauta en la Ciudad de las Estrellas el 27 de abril de 1970. El 30 de julio de 1982 fue designado comandante de la misión Soyuz T-5 que realizó el primer lanzamiento al espacio de un satélite de comunicaciones a partir de una nave tripulada en órbita alrededor de la Tierra. Para esta misión estuvo 211 días, 9 horas, 4 minutos y 31 segundos en el espacio, en los que realizó una salida al exterior, con una duración de 2 horas y 33 minutos. La tripulación también experimentó en la estación Saliut 7.
Está casado y tiene dos hijos. Fue elegido para El 31 de octubre de 1992, tras un asalto a mano armada, decidió retirarse como cosmonauta por problemas de salud. Sirvió como vicepresidente de la Federación Espacial Rusa entre 1992 y 1999.